# Dasybasis postponens
Dasybasis postponens är en tvåvingeart som först beskrevs av Walker 1848.  Dasybasis postponens ingår i släktet Dasybasis och familjen bromsar. Inga underarter finns listade i Catalogue of Life.